# Xeramoeba oophaga
Xeramoeba oophaga är en tvåvingeart som först beskrevs av Zakhvatkin 1931.  Xeramoeba oophaga ingår i släktet Xeramoeba och familjen svävflugor. Inga underarter finns listade i Catalogue of Life.